# FATHER'S SON
『FATHER'S SON』（ファーザーズ・サン）は、1988年3月16日に発売された浜田省吾の11枚目のアルバム。

## 音楽性
1984年にリリースされた『DOWN BY THE MAINSTREET』と、1986年にリリースされた『J.BOY』に続く3部作の最終作で、少年から大人になっていくまでの過程を、浜田自身の姿を投影しながら描いてきた作品となっている。1曲目の「BLOOD LINE (フェンスの向こうの星条旗)」と、2曲目の「RISING SUN (風の勲章)」の印象が強いため、非常に重いプロテストソングばかりのように感じられるが、半数はラブソングである。
メインテーマとしては「日本とアメリカ」「戦争と戦後」といったものが中心となっており、浜田の実父の死や、バブル経済、戦後の家族のあり方などを鋭く描き出している。また、浜田が30代半ばに入ったこともあり、より大人の世界観の歌を書き上げている。当時のインタビューでも「いつまでも若者の歌は歌えない。アーティストが成長していくようにリスナーも僕と一緒に成長してほしい」と語っている。

## ディスクジャケット
アルバムジャケットは、ブルース・スプリングスティーンのパロディで、本人はジョークのつもりだったらしいが、あまりに周囲にそのイメージを持たれてしまったため後悔したという。

## リリース
1988年3月16日に、CBS/SONY RECORDSからLPレコードと、CT、CDの3形態でリリースされ、CD盤のみブックレットが同梱されており、ディレクターの須藤晃による短編小説が掲載している。
1999年にリマスタリングが施されたうえでリリースされ、2021年6月23日に『SHOGO HAMADA 45th Anniversary "DISCOGRAPHY COLLECTION"』シリーズとして発売された。

## チャート成績
オリコン最高位1位を記録し、1996年時点での累計売上は644,194枚（アナログ盤・CD・カセットを合わせた総計）。

## 収録曲

### LP盤
| 全作詞・作曲: 浜田省吾。 |                                           |           |            |            |      |
| #                        | タイトル                                  | 作詞      | 作曲・編曲 | 編曲       | 時間 |
| 1.                       | 「BLOOD LINE (フェンスの向こうの星条旗)」 | 浜田省吾  | 浜田省吾   | 町支寛二   | 5:26 |
| 2.                       | 「RISING SUN (風の勲章)」                 | 浜田省吾  | 浜田省吾   | 町支寛二   | 5:07 |
| 3.                       | 「DARKNESS IN THE HEART (少年の夏)」      | 浜田省吾  | 浜田省吾   | 板倉雅一   | 5:31 |
| 4.                       | 「WHAT'S THE MATTER, BABY?」              | 浜田省吾  | 浜田省吾   | 古村敏比古 | 4:17 |
| 5.                       | 「A LONG GOOD-BYE (長い別れ)」            | 浜田省吾  | 浜田省吾   | 梁邦彦     | 5:44 |
| 合計時間:                | 合計時間:                                 | 合計時間: | 26:05      |            |      |

| 全作詞・作曲: 浜田省吾。 |                                          |           |            |          |      |
| #                        | タイトル                                 | 作詞      | 作曲・編曲 | 編曲     | 時間 |
| 1.                       | 「I DON'T LIKE "FRIDAY" (戦士の週末)」   | 浜田省吾  | 浜田省吾   | 梁邦彦   | 4:31 |
| 2.                       | 「BREATHLESS LOVE」                      | 浜田省吾  | 浜田省吾   | 梁邦彦   | 5:39 |
| 3.                       | 「NEW YEAR'S EVE」                       | 浜田省吾  | 浜田省吾   | 板倉雅一 | 4:26 |
| 4.                       | 「RIVER OF TEARS」                       | 浜田省吾  | 浜田省吾   | 町支寛二 | 4:55 |
| 5.                       | 「THEME OF FATHER'S SON (遥かなる我家)」 | 浜田省吾  | 浜田省吾   | 梁邦彦   | 5:16 |
| 合計時間:                | 合計時間:                                | 合計時間: | 24:47      |          |      |

### CD盤
| 全作詞・作曲: 浜田省吾。 |                                           |           |            |            |      |
| #                        | タイトル                                  | 作詞      | 作曲・編曲 | 編曲       | 時間 |
| 1.                       | 「BLOOD LINE (フェンスの向こうの星条旗)」 | 浜田省吾  | 浜田省吾   | 町支寛二   | 5:26 |
| 2.                       | 「RISING SUN (風の勲章)」                 | 浜田省吾  | 浜田省吾   | 町支寛二   | 5:07 |
| 3.                       | 「DARKNESS IN THE HEART (少年の夏)」      | 浜田省吾  | 浜田省吾   | 板倉雅一   | 5:31 |
| 4.                       | 「WHAT'S THE MATTER, BABY?」              | 浜田省吾  | 浜田省吾   | 古村敏比古 | 4:17 |
| 5.                       | 「A LONG GOOD-BYE (長い別れ)」            | 浜田省吾  | 浜田省吾   | 梁邦彦     | 5:44 |
| 6.                       | 「I DON'T LIKE "FRIDAY" (戦士の週末)」    | 浜田省吾  | 浜田省吾   | 梁邦彦     | 4:31 |
| 7.                       | 「BREATHLESS LOVE」                       | 浜田省吾  | 浜田省吾   | 梁邦彦     | 5:39 |
| 8.                       | 「NEW YEAR'S EVE」                        | 浜田省吾  | 浜田省吾   | 板倉雅一   | 4:26 |
| 9.                       | 「RIVER OF TEARS」                        | 浜田省吾  | 浜田省吾   | 町支寛二   | 4:55 |
| 10.                      | 「THEME OF FATHER'S SON (遥かなる我家)」  | 浜田省吾  | 浜田省吾   | 梁邦彦     | 5:16 |
| 合計時間:                | 合計時間:                                 | 合計時間: | 50:52      |            |      |

## 楽曲解説
1. BLOOD LINE (フェンスの向こうの星条旗)
  - 政治的にも文化的にもアメリカの色に染まっていった戦後の日本を、強姦によって生まれた子どもに例えた楽曲。
2. RISING SUN (風の勲章)
  - 日本の戦後復興の力強さを表現すると同時に、歴史教育のあり方について疑問を呈している。
3. DARKNESS IN THE HEART (少年の夏)
  - 自身の若年期、父親の闘病と死について歌った楽曲。
4. WHAT'S THE MATTER, BABY?
  - バブル期を象徴する、猛烈に働くサラリーマンの生き様を歌っている。
5. A LONG GOOD-BYE (長い別れ)
  - 2003年にリリースされたアルバム『初秋』[3]にリメイクバージョンが収録されている。
6. I DON'T LIKE "FRIDAY" (戦士の週末)
  - アルバム発売の前年（1987年）、浜田は『FRIDAY』に、サングラスを外していた浜田と妻のツーショットによるプライベート写真が掲載させられる出来事があり、タイトルはそれを皮肉にしたもの。タイトルを直訳すると「俺は金曜日が嫌い」である。なお、楽曲の内容自体は『FRIDAY』との一件とは関係がない。
7. BREATHLESS LOVE
  - 同年5月にシングルカットされた。
8. NEW YEAR'S EVE
  - 「A LONG GOOD-BYE (長い別れ)」同様、アルバム『初秋』[3]にリメイクバージョンが収録されている。
9. RIVER OF TEARS
  - マーチング調のラブソング。
10. THEME OF FATHER'S SON (遥かなる我家)

## 参加ミュージシャン
- All Chorus Arranged by 町支寛二
- All Horn Arranged by 古村敏比古
- All Strings Arranged by 梁邦彦

| BLOOD LINE (フェンスの向こうの星条旗) - Drums：高橋伸之 - Electric Bass：江澤宏明 - Electric Guitar：町支寛二 - Acoustic Piano：板倉雅一 - Synthesizer Programming：中山信彦 - Alto Tenor & Baritone Saxophones：古村敏比古 - Chorus：町支寛二 RISING SUN (風の勲章) - Drums：高橋伸之 - Electric Bass：江澤宏明 - 12-Steing Acoustic Guitar & Electric Guitar：町支寛二 - Acoustic Piano：梁邦彦 - Synthesizer Programming：中山信彦 - Synthesizer：板倉雅一 - Flute：古村敏比古 - Chorus：町支寛二 DARKNESS IN THE HEART (少年の夏) - Drums：高橋伸之 - Electric Guitar：町支寛二 - Synthesizer：板倉雅一 - Alto & Tenor Saxophones：古村敏比古 - Percussion：Pecker - Synthesizer Programming：梅原篤 - Chorus：町支寛二 WHAT'S THE MATTER, BABY? - Drums：高橋伸之 - Electric Bass：江澤宏明 - Electric Guitar：町支寛二 - Acoustic Piano：板倉雅一 - Synthesizer：梁邦彦 - Trumpet：兼崎順一, 小林正弘 - Trombone：清岡太郎 - Alto & Baritone Saxophones：古村敏比古 - Percussion：Pecker - Chorus：町支寛二 A LONG GOOD-BYE (長い別れ) - Drums：高橋伸之 - Electric Bass：江澤宏明 - Electric Guitar：町支寛二 - Acoustic Piano：板倉雅一 - Synthesizer & Synthesizer Programming：梁邦彦 - Alto Tenor & Baritone Saxophones：古村敏比古 - Percussion：Pecker - Chorus：町支寛二 | I DON'T LIKE "FRIDAY" (戦士の週末) - Acoustic Piano, Synthesizer & Synthesizer Programming：梁邦彦 - Electric Guitar：町支寛二 - Trumpet：小林正弘 - Additional Drums：高橋伸之 - Chorus：町支寛二 BREATHLESS LOVE - Drums：高橋伸之 - Electric Bass：江澤宏明 - Electric Guitar：町支寛二 - Flat Mandolin & Acoustic Guitar：笛吹利明 - Flute：古村敏比古 - Accordion：風間文彦 - Percussion：Pecker - Chorus：町支寛二 NEW YEAR'S EVE - Electric Bass：江澤宏明 - Gut Guitar：宮野弘紀 - Synthesizer：板倉雅一 & 梁邦彦 - Synthesizer Programming：梅原篤 & 梁邦彦 - Percussion：Pecker - Flugel Horn：小林正弘 - Chorus：町支寛二 RIVER OF TEARS - Drums：高橋伸之 - Electric Bass：江澤宏明 - Electric Guitar：町支寛二 - Acoustic Piano：板倉雅一 - Synthesizer & Synthesizer Programming：梁邦彦 & 中山信彦 - Trumpet：兼崎順一, 小林正弘 - Trombone：清岡太郎 - Alto & Baritone Saxophones：古村敏比古 - Chorus：町支寛二 THEME OF FATHER'S SON (遥かなる我家) - Acoustic Piano, Synthesizer & Synthesizer Programming：梁邦彦 - Acoustic & Electric Guitar：土方隆行 - Additional Drums：高橋伸之 - Strings：友田 Group |